# Paulo Renato Fernandes Gonçalves de Campos
Paulo Renato Fernandes Gonçalves de Campos (São Paulo, 11 de janeiro de 1973) é um prelado brasileiro da Igreja Católica, atual bispo de Barra do Garças.

## Biografia
Ingressou no seminário da diocese de São José dos Campos onde cursou filosofia no Instituto de Filosofia Santa Teresinha da diocese de São José dos Campos e Teologia no Instituto Teológico Sagrado Coração de Jesus da Congregação dos Sacerdotes do Sagrado Coração de Jesus (Dehonianos) em Taubaté. 
Em 20 de março de 2004, pela imposição das mãos de Dom Nelson Westrupp, recebeu a ordenação presbiteral, sendo incardinado na diocese de São José dos Campos.
Obteve o mestrado em teologia fundamental pela Pontifícia Universidade Gregoriana de Roma, de 2010 a 2012, e o MBA, em relações institucionais pelo Ibmec de Brasília, de 2021 a 2022.
Em sua atuação pastoral, foi vigário paroquial e depois administrador paroquial de São Benedito no Alto da Ponte, quase pároco da quase paróquia de Nossa Senhora de Fátima no Altos de Santana, pároco do Coração de Jesus no Bosque dos Eucaliptos, coordenador diocesano de Pastoral, professor da Escola de Teologia para Leigos, da Escola Diaconal, da Faculdade Católica de São José dos Campos e da Faculdade Dehoniana de Taubaté, além de membro da Equipe de Formadores do Seminário Diocesano, do Colégio de Consultores e do Conselho Presbiteral.
Acompanhou o Grupo Executivo Nacional do Movimento de Cursilhos de Cristandade e foi sacerdote conselheiro espiritual da Super Região Brasil do Movimento das Equipes de Nossa Senhora, colaborando ainda com a Equipe Responsável Internacional.
De 2016 a 2023, foi assessor de Relações Institucionais e Governamentais da Conferência Nacional dos Bispos do Brasil em Brasília. Desde julho de 2023, é o administrador paroquial da paróquia São João Batista em Jacareí, da diocese de São José dos Campos.
Em 18 de outubro de 2023, o Papa Francisco o nomeou como bispo de Barra do Garças. A sua ordenação episcopal foi realizada no Centro de Evangelização da Paróquia Coração de Jesus em São José dos Campos em 16 de dezembro de 2023 pela imposição das mãos de Dom Moacir Silva junto de Dom José Valmor César Teixeira, SDB e Dom Protógenes José Luft,  SdC como bispos consagrantes. Sua posse solene foi em 28 de janeiro de 2024.